# Mendoncia mollis
Mendoncia mollis är en akantusväxtart som beskrevs av Gustav Lindau. Mendoncia mollis ingår i släktet Mendoncia och familjen akantusväxter. Inga underarter finns listade i Catalogue of Life.